# Высокос, Валерий Леонтьевич
Валерий Леонтьевич Высокос (род. 13 декабря 1970, Николаев) — советский и украинский футболист, чемпион мира среди юниоров (1987), чемпион Белоруссии (2000), Мастер спорта СССР с 1987 года.

## Футбольная биография
Воспитанник ДЮСШ Николаева (первый тренер — С. В. Байда). В составе юношеской сборной команды СССР участвовал в победном чемпионате мира в Канаде. На турнире сыграл 5 матчей, на поле провёл 232 минуты. Благодаря этому успеху все игроки команды получили звание мастеров спорта СССР.
Клубную карьеру начал в дубле киевского «Динамо», играл в Кубке Федерации футбола СССР (4 игры). Затем выступал во второй союзной лиге за «Судостроитель» из родного города. С «Эвисом» поиграл в украинской «вышке», затем играл за команды Александрии, Никополя, Армянска, Кременчуга в первой и второй лигах.
Период с 1998 по 2002 провёл в мозырской «Славии», с которой становился чемпионом Белоруссии и обладателем Кубка. Затем вновь вернулся в Николаев, где помог вывести «Водник» во вторую лигу. Доигрывал в одесской «Пальмире».

## Хобби
Принимает участие в любительских турнирах по бильярду.

## Достижения
Сборная СССР
- Чемпион мира среди юношей — 1987

Славия-Мозырь
- Чемпион Белоруссии — 2000
- Обладатель Кубка Белоруссии — 2000